# Revolución de Paraguaná
La Revolución de Paraguaná fue un episodio de la Guerra de Independencia de Venezuela sucedido en 1821, cuando la población de la península mencionada se alzó contra las autoridades monárquicas y se adhirió a la República de la Gran Colombia.

## Antecedentes
Desde la campaña de Coro de 1810, la provincia se había mantenido sin ser el campo de batalla de los ejércitos enfrentados. Sin embargo, a finales de 1820 los ejércitos de la República de la Gran Colombia se había apoderado del interior del virreinato de Nueva Granada y avanzaban lentamente sobre la costa atlántica, el Bajo Magdalena y el valle del Cauca buscando tener acceso a las rutas comerciales para conseguir dinero y armas de los comerciantes británicos. Cartagena de Indias fue puesta bajo asedio y Santa Marta cayó después de una sangrienta batalla. A pesar de que su posición no era débil, el general Pablo Morillo recibió órdenes del nuevo gobierno peninsular liberal (Trienio Liberal) de negociar con los revolucionarios, llevando a la firma del Tratado de Armisticio y Regularización de la Guerra en Trujillo, el 25 y 26 de noviembre, dándole un reconocimiento a la causa independentista.
Hasta entonces, la monárquica Maracaibo se había mantenido al margen del conflicto, a la defensiva, más afectada por ya no poder exportar regularmente su cacao y café a España y otros territorios de la monarquía. Sin embargo, estaba en la mira de los independentistas, había partidarios de su causa en la ciudad y de tomarla aislarían a los monárquicos de Santa Marta y Riohacha de Coro, pudiendo derrotarlos uno por uno. El 28 de enero de 1821 estalló una revuelta que puso al puerto en manos de los patriotas, permitiendo que el general Rafael Urdaneta le ocupara sin resistencia al día siguiente, dicho movimiento motivo el reinicio pactado de las hostilidades el 28 de abril.
Entre tanto, desde 1818 en tierras de los caquetíos el obispo de Mérida, Mariano de Talavera y Garcés, y su sobrina, Josefa Camejo, habían conspirado a favor de la causa republicana. Al comenzar 1821, el obispo viaja desde Píritu a Coro para reunirse con el teniente Juan Garcés, quien lo acompaña a la península de Paraguaná, donde se reúne con los hermanos del oficial, Enrique y Jorge. Luego, sigue con reuniones con varias familias influyentes en muchos pueblos: Hidalgo y Sierralta (en Buenaventura), Reyes y Petit (Guacuira), Naranjo (Moruy), Guardia (Vínculo), Tinoco (Adicora) y con Pedro Peña (Santa Ana). Todos quedan a la espera de instrucciones que La Camejo debía traerles.
 

El clérigo sigue a la sierra, donde se le suma el capitán José María Villavicencio, y a Casicure, logrando el favor del teniente León Ferrer. Finalmente, acaba en Maracaibo para entrevistarse con el general Rafael Urdaneta. Sin embargo, en su movimiento no sólo hay republicanos, sino también realistas liberales que desean una monarquía constitucional y estaban decepcionados del rey absolutista Fernando VII de España. Otro factor que lentamente debilito los vínculos de lealtad de la élite de Coro con su rey fue el despreció que sentían provenir desde Madrid, cuando en 1815, al llegar la expedición pacificadora del general Pablo Morillo les quedó claro que no iban a ser la capital de Venezuela, sólo les concedieron un escudo, lo que no solicitaron. El desencadenante final fue lo sucedido en Maracaibo:
«Sin duda, la actitud de Maracaibo, barriendo en forma hábil la presencia realista influye en la acción de los contados paraguaneros que se pronuncian por la autonomía».

## Revolución
A finales de abril de 1821, La Camejo trajo a Coro instrucciones del general, a quien conoció durante un viaje encubierto a Bogotá, logrando formar una red de conspiradores en Maracaibo, Cartagena y Paraguaná. Su labia le permitió sumar algunos oficiales realistas, antes de seguir a su predio de Aguaque. En su misión es ayudada por un mestizo joven, caporal del hato, José del Rosario González "Chayo González". El 1 de mayo, Rafael Urdaneta cruza por Los Puertos de Altagracia el lago de Maracaibo y entra en la provincia con su división, derrotando a los destacamentos de Camaricure, San Félix y Casigua. Luego sus enemigos huyen, ocupando Seque, Borojó, Sabana Larga, Zazárida y Mitare el 9 de mayo. La moral del mando monárquico era baja, un espía les había informado «que se introduxo en Maracaybo» y les decía que los soldados republicanos «llegan a 2.000 hombres», por lo que Urdaneta «tratan de invadir estos territorios». También existía el rumor que el coronel Juan de los Reyes Vargas estaba en Algodones de Siquisique con otros 2.000 efectivos listos para atacar Coro.
El general contaba con 1500 soldados que vencieron a la columna volante Fieles Corianos. Aquella unidad realista se componía de 370 plazas organizadas en una compañía de caballería de blancos y cuatro de infantería, dos de pardos y dos de blancos. Estaba mandada por el capitán del batallón Ligero del Príncipe Bernardo Miyares, ascendido a comandante del ejército, quien tenía la misión de detener a la división de Urdaneta hasta poder enviar refuerzos a Coro. Sin embargo, el propio capitán general Miguel de la Torre señalaba: «la imposibilidad de disminuir las fuerzas de mi mando de los puntos en que las tenía situadas para destacar algún cuerpo que sujetase a Coro». Esa imposibilidad es lo que le había llevado a organizar la columna volante con naturales de la región en primer lugar, pero esta unidad fue derrotada el 9 de mayo, cuando Urdaneta sorprendió a sus avanzadillas en Camanigure y Matícora, persiguiendo a sus restos hasta llegar a Coro. El hecho que sufriera de constantes deserciones es considerado indicativo que el apoyo popular a la causa real empezaba a decaer.
Es entonces que se entera de que su plan ha sido delatado, decidiendo suspender el baile de su cumpleaños (18 de mayo), donde iba a fechar el golpe y adelantarse. En la madrugada del 3 de mayo sale con un grupo de 40 hombres. El único combate se da en Baraived, cuando un pelotón de caballería realista al mando del viejo oficial Chepito González, se encuentra al amanecer con la montonera de Camejo viniendo de Aguaque. Los realistas les disparan, pero los patriotas se lanzan al choque gritando vivas a Colombia y la revolución, dejando varios heridos y un muerto, el propio González, quien fallece días después. Siguen a Miraca, ya son más de 60 combatientes, y al mediodía llegan a Pueblo Nuevo. En el camino se les une el comandante José Francisco Petit, venido de El Vínculo con numerosos hombres. Asaltan Pueblo Nuevo y aborda en el cuartel al teniente de la guarnición, Segundo Primera, en su casa, a quien le exige unírsele. Ante las dudas del oficial, La Camejo le puso su pistola frente al pecho y le dijo: «“si usted no procede, procederé yo. ¡Viva Colombia!», grito repetido por sus compañeros.
En la plaza de Pueblo Nuevo el francés Santo Ángel Loubet da un discurso que logra animar al populacho. Sigue al Cabildo, donde las autoridades huyen o se rinden, siendo luego liberadas por orden de La Camejo y el comandante José Francisco Petit. El vecino Jacobo Garcés termina por leer una proclama donde se declara a la provincia de Coro incorporada a la República. Pueblo Nuevo estaba en un valle plano, rodeado por zonas ricas para la agricultura. En el cantón vivían más de 3000 indios caquetíos y un número menor de blancos y mestizos. Los indígenas eran monárquicos y sus caciques eran considerados nobles por las leyes españolas. Tenía los manantiales de Miraca y Guacuira con abundante agua fresca, y los embarcaderos de Adícora, Los Taques y Punta Cardón desde donde exportaba cueros, frutos, sal, dividive, carne salada, pescado y otros productos a Aruba, Curazao y Bonaire, pero principalmente a Maracaibo, La Guaira y Puerto Cabello.
De inmediato se forma una Junta Provisional de Gobierno con el presidente Mariano Arcaya, vicepresidente Henrique Garcés, secretario Damaso Blanco y los vocales Juan N. Sierralta por Pueblo Nuevo, José Luchón por Baraived, Francisco Miguel Pulgar por Buenavista, Cristóbal de Medina por Buenavista y Carlos Antonio Naranjo por Moruy. El acta se firma el día 9 en Pueblo Nuevo. Se organizan milicias a cargo de Loubet como Primer Jefe, secundado por Primera, quien es ascendido a comandante. Se nombra al sargento José del Rosario González como reclutador y a Sabino Reyes administrador de los caudales públicos. Troconis de Veracoechea afirma que unos 300 esclavos que trabajaban las tierras de La Camejo son incorporados en las milicias a cambio de ser liberados. Según Hill Peña, Primera y Petit consiguieron reclutar más de 300 paraguaneros en siete días. El día 9, Urdaneta recibe una comunicación de José Mirayes, Manuel Urbina, el doctor Juan Antonio Zárraga, Antonio Mora y Mariano de Talavera, quienes forman la Junta Gobernativa de Coro, creada para mantener el orden en la ciudad y tratar con la división republicana que avanzaba desde Maracaibo. El mensaje era para los jefes de las fuerzas en Sabaneta y Mitare y solicitaba al general detener su marcha mientras ellos conocían cuáles eran sus intenciones. Sin embargo, Urdaneta afirma no poder detenerse por necesidades militares y promete proteger la ciudad. En Sabaneta se reúnen el general con Mirayes, Urbina y Talavera, quienes manifiestan su deseo de incorporar la provincia a la República.

## Ocupación de Coro
Entre tanto, Arcaya y los jefes limitares Petit, Segunda y Loubet acuerdan avanzar sobre Coro, donde entran el 10 de mayo, encontrándose una ciudad abandonada por su guarnición y el gran parque de armas y municiones que estaba en el barrio San Nicolás destruido porque no pudieron llevarlo en la retirada. Al día siguiente, los paraguaneros se encontraron con Urdaneta en Los Dos Caminos. A las 11:00 horas entran las tropas republicanas en la ciudad, siendo recibidas con alegría por los habitantes. Después que los 400 paraguaneros juraron lealtad al nuevo régimen, por estar más descansados, los envió a perseguir a la tropa enemiga en retirada.

## Consecuencias
El general nombra al teniente José María Araya como el comandante militar de Pedregal y al capitán José María Villavicencio como el de la serranía. Urdaneta dejó como gobernador de la provincia al coronel Juan Escalona, acompañado de un selecto grupo de oficiales y jefes. Sin embargo, como muchos de sus veteranos se recuperaban en el hospital local, el coronel dependía de los reclutas corianos, es decir, milicianos de Paraguaná, Coro, La Vela y la serranía. En la mañana del 27 de mayo, el pueblo de Coro juró lealtad a la República ante el Alcalde Primera Elección Mariano Arcaya y a las 15:00 horas el general Urdaneta salió para unirse al presidente Simón Bolívar en la concentración de fuerzas que se efectuaba en San Carlos. La división republicana salió el 28 de mayo dividida en dos columnas para sortear con mayor facilidad la serranía. El 1 de junio se les agregó el batallón Rifles en Pedregal, «un tanto estropeado por la dura travesía por las ardientes y desérticas tierras guajiras, y por la acción hostil de las guerrillas del indio José Gómez», ahí se le pagó como al resto de la división. El 8 de junio llegaron a Carora, perdiendo por los malos caminos 36 mulas, 3 cargas de parque y varios caballos del escuadrón Cazadores montados.
Los caquetíos de Moruy, Santa Ana y Buenavista terminaron por tomar partido por la causa realista y formaron guerrillas hasta 1823: «reunido más de cuatrocientos (indígenas) de ellos armados de fusil y flechas y machetes» según el vecino Juan José García. Por años aportaron grandes contingentes a los ejércitos realistas, especialmente al mariscal Juan Manuel Cagigal y Mac Swing, pero después de Carabobo en 1821 estaban muy debilitados y acabaron culpándose y enfrentándose entre sí. El cacique Martín López de la Chica en Moruy murió poco después, y el de Santa Ana, Juan Alberto Núñez, tuvo que huir de patriotas y rivales locales a Cabure. Muchos indios fueron muertos por los patriotas o se suicidaron y por ella no participaron de la campaña de Occidente. En 1800 eran 8000 pero en 1821 apenas 1800 por la guerra, la emigración y el hambre. Poco después desaparecieron como pueblo. Dicha estimación proviene de las Memorias de un vecino decimonónico de Coro, Juan José García: «Los dos pueblos de indios que antes de la guerra pasaban de ocho mil almas, después de ella no llegaban a un mil ochocientas. La guerra, el hambre y la emigración habían acabado con ellos». Sin embargo, según el historiador venezolano Pedro Manuel Arcaya: «El cálculo es, sin duda, errado, tanto en el primero como en el segundo número, pero es un hecho que la población de esos dos pueblos quedó reducida a mucho menos de la mitad». Moruy y Santa Ana habían sido comunidades que lograron mantener viva los últimos restos de la cultura caquetía, manteniéndose aisladas hasta finales del siglo XVIII del resto de la sociedad, basada en la fusión de españoles, negros, mulatos, zambos, etc. En los años posteriores al evento, los habitantes de la península sufrieron bastante. El agua era el principal tesoro para sus habitantes, y a la guerra y los saqueos sufridos se sumó una sequía y la proliferación de delincuentes.
Según el historiador Ysaac López Osorio, la historiografía de la región, pasado los años ha dado una relevancia cada vez mayor a La Camejo. Señalando que son escasas las fuentes que le dan protagonismo en los episodios anteriores y que si su papel fue tan trascendental en el proceso, no aparece firmando ningún documento oficial ni vuelve aparecer mencionada en los años posteriores.
Los reclutas paraguaneros se volvieron los primeros corianos que lucharon por la causa independentistas, combatiendo en Boyacá, Carabobo y las campañas del sur hasta Perú. Por ejemplo, el batallón Caracas se compuso mayoritariamente de paraguaneros y algo similar pasó con Rifles, Bravos de Coro y Cumarebo. El batallón Bravos de Coro fue incorporado íntegro al Voltígeros (antes Numancia). Con la pérdida de Coro, el territorio bajo poder realista se redujo a Puerto Cabello y sus alrededores.